# (2487) Juhani
(2487) Juhani est un astéroïde de la ceinture principale.

## Description
(2487) Juhani est un astéroïde de la ceinture principale. Il fut découvert le 8 septembre 1940 à Turku par Heikki A. Alikoski. Il présente une orbite caractérisée par un demi-grand axe de 2,40 UA, une excentricité de 0,18 et une inclinaison de 2,8° par rapport à l'écliptique.

## Compléments